# Зульхиза
«Зульхиза» (баш. Зөлхизә, тат. Зөлхиҗә) — известная лирическая башкирская и татарская народная песня узун-кюй.

## История
Песня впервые записана в 1920-е годы фольклористом, народным сэсэном Башкирской АССР Мухаметшой Абдрахмановичем Бурангуловым. Им же были записаны оба варианта легенды, связанной с этой песней. А мелодия песни впервые была записана в 1937 году Л. Н. Лебединским в исполнении певцов М.Баимова и Х.Галимова.
В основе разных вариантов песни — неравный брак и трагическая судьба девушки, тяжелая доля башкирской женщины. Отец Зульхизы, против её желания, выдаёт девушку замуж за богатого третьей женой. Наречённый тоскует по любимой и поёт песню.
Обработки песни осуществлены композиторами Р. Муртазиным (для голоса с флейтой), К.Рахимовым (для малого симфонического оркестра и для голоса с флейтой).

## Использование мелодии
Мелодия песни использована в опере «Айхылу» Н. И. Пейко (1943).

## Исполнители
Исполнителями песни были татарские и башкирские музыканты Б. Н. Валеева, Х. Л. Галимов, Б. М. Магадеева, Д. Д. Нурмухаметова, Г. К. Султанова, Т. Х. Узянбаева, А. С. Шаймуратова, Ания Туишева, Зайтуна Ахтямова, Сирина Вахитова.